# Malîi Rakoveț, Irșava
Malîi Rakoveț (în ucraineană Малий Раковець) este o comună în raionul Irșava, regiunea Transcarpatia, Ucraina, formată numai din satul de reședință.

## Demografie
Componența lingvistică a comunei Malîi Rakoveț
     Ucraineană (99,68%)
     Alte limbi (0,29%)
Conform recensământului din 2001, majoritatea populației comunei Malîi Rakoveț era vorbitoare de ucraineană (99,68%), existând în minoritate și vorbitori de alte limbi.